# 下水道 (电影)
《下水道》（波蘭語：Kanał）是一部1956年由波兰导演安杰依·瓦伊达执导的战争电影，本片是第一部以华沙起义为题材的电影，讲述一队波蘭家鄉軍为避开纳粹的猛攻，躲进了城市下水道的故事。该片是瓦伊达“战争三部曲”的第二部，前作为《一代人》，终作为《灰烬与钻石》。
本片赢得了1957年的戛纳电影节评审团奖。

## 剧情
剧情发生于华沙起义的末段，家乡军已经在德军的攻势下无力为继，一支30人的小队被迫转移到下水道中。小队很快迷失了方向，逐渐有人死去，小队只能在漆黑的下水道中茫然前行。

## 评价
本片在评论聚合网站烂番茄上获得了100%的好评率。